# Geoparco di Lanzarote e arcipelago Chinijo
Il Geoparco di Lanzarote e arcipelago Chinijo (in spagnolo Geoparque Lanzarote y Archipiélago Chinijo) è uno dei Geoparchi mondiali UNESCO situato in Spagna e più precisamente nelle Isole Canarie. Il geoparco è stato costituito nel 2015 e da allora fa parte della Rete europea dei geoparchi. Nel 1993 una parte del territorio del geoparco era già stata dichiarata Riserva della biosfera.
Il parco si estende per una superficie di quasi 2500 km2 di cui 886 sono superficie terrestre e comprende l'intero territorio dell'isola di Lanzarote e l'arcipelago Chinijo costituito dalle isole La Graciosa - l'unica abitata - Montaña Clara, Roque del Infierno, Alegranza e Roque del Este.
Nel territorio del geoparco si trovano 13 aree protette tra cui il Parco nazionale Timanfaya istituito nel 1974 e comprende 49 geositi sulla terra e 19 subacquei.
Alcuni dei geositi emersi fanno parte dei Centros de Arte, Cultura y Turismo (CACT) del Cabildo de Lanzarote istituiti dall'artista César Manrique.

## Geositi
Fra i geositi vi sono:

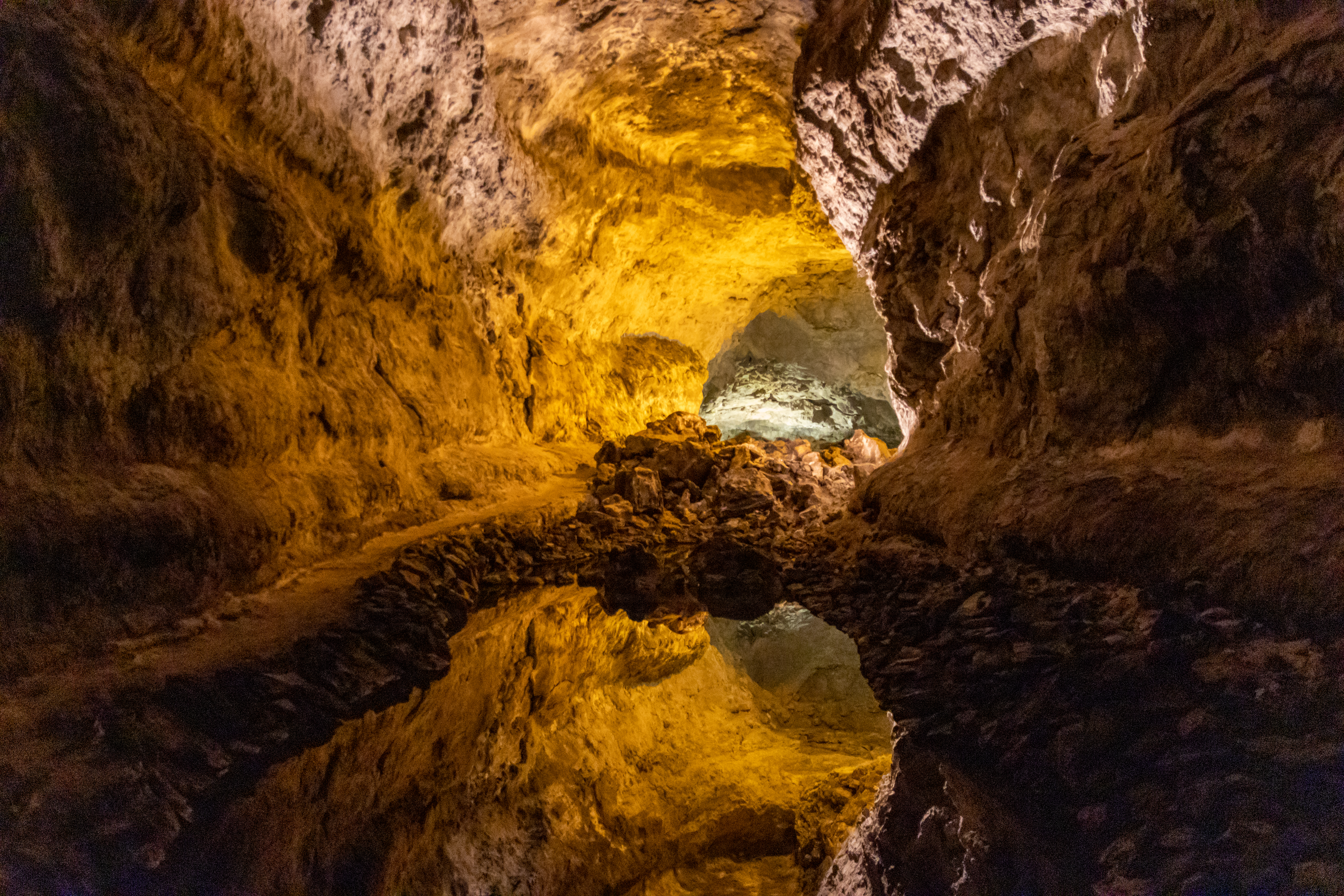
Uno dei laghi interni di Cueva de los Verdes

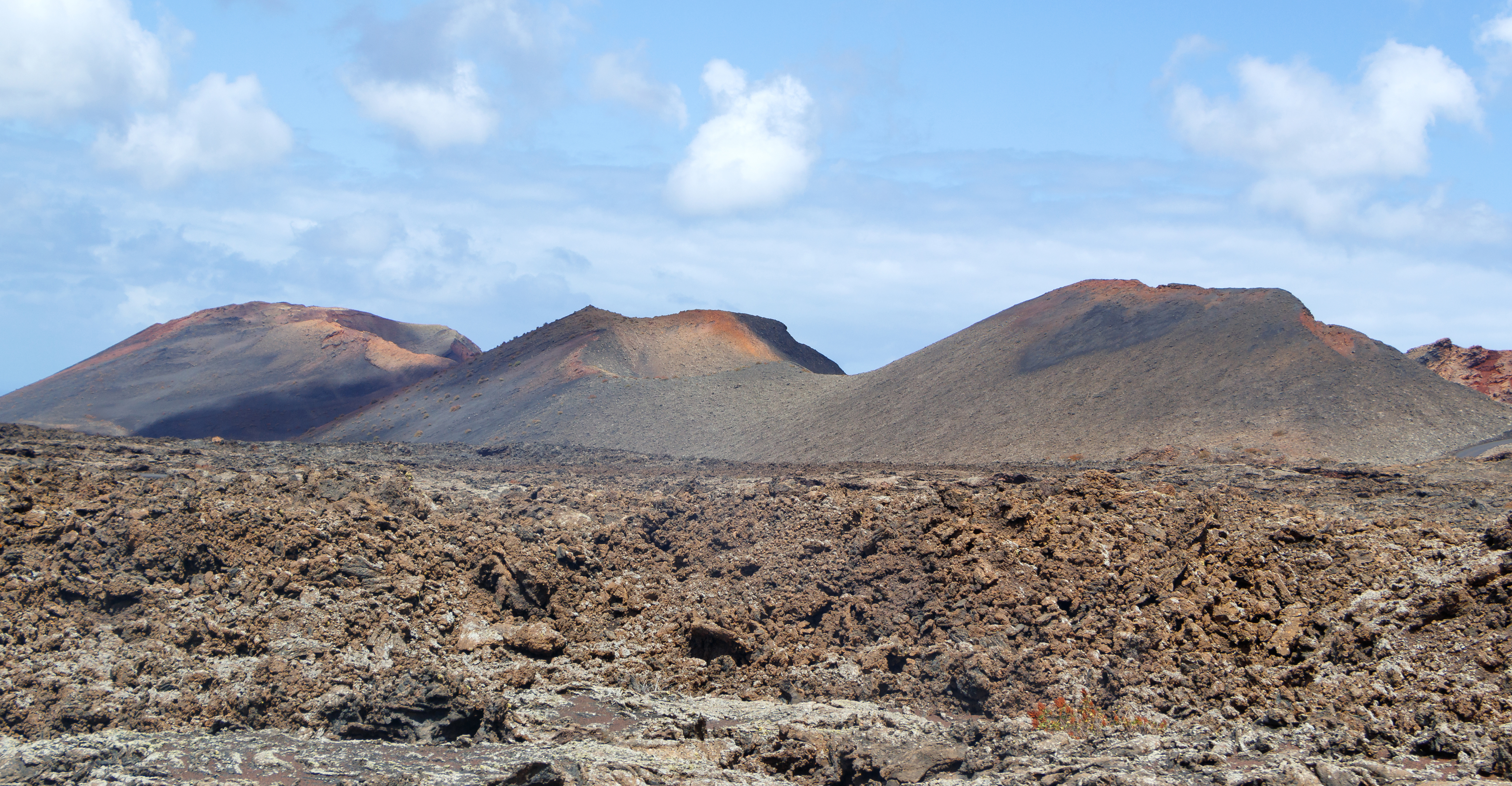
Calderas Quemadas

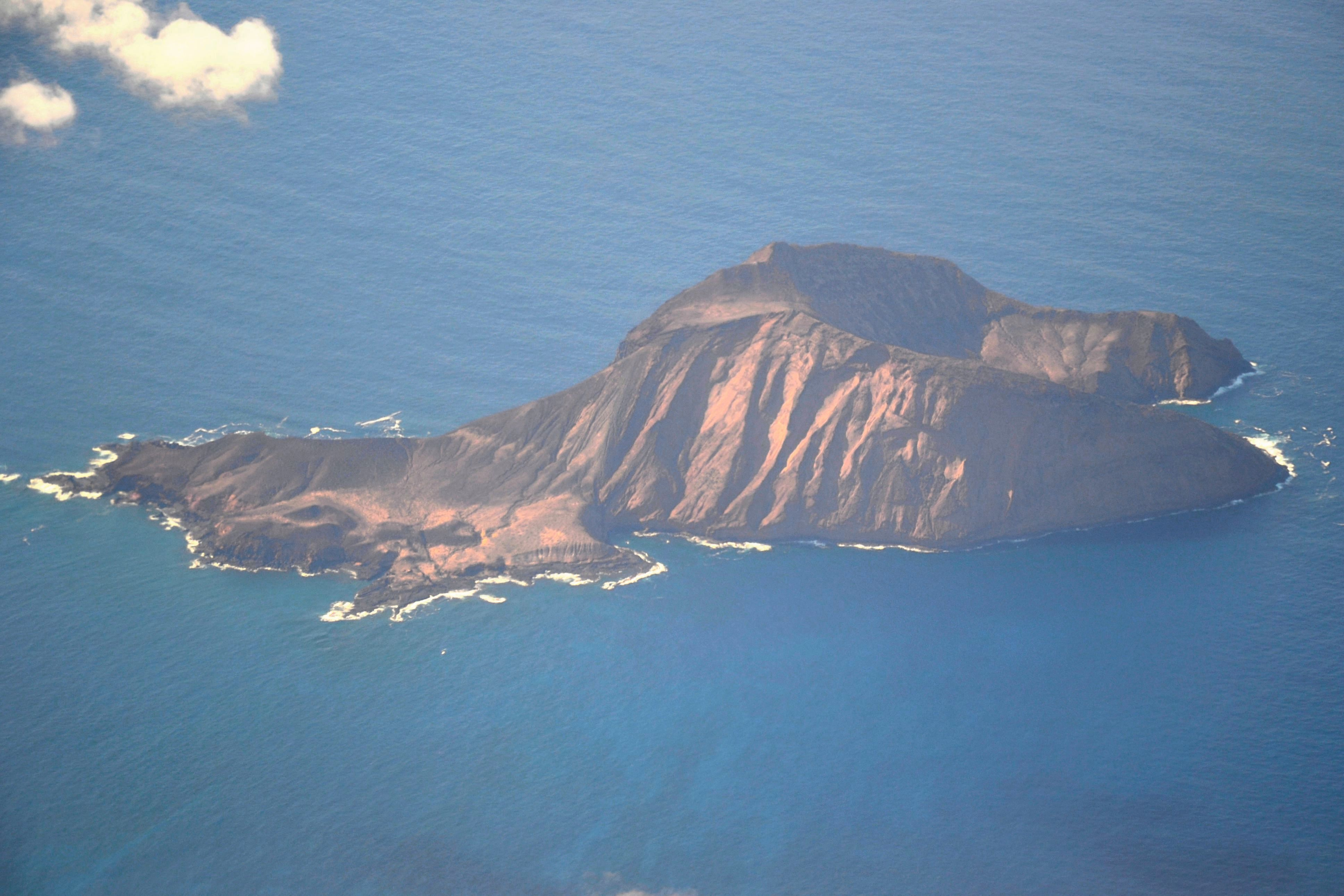
Montaña Clara

- Il tunnel di lava di La Corona- Atlántida originatosi dall'eruzione del vulcano La Corona avvenuta 25.000 anni fa. Il tunnel è lungo circa 7,6 km ed è formato da gallerie sovrapposte con diverse lagune interne, in superficie sono individuabili i cosiddetti jameos, punti sporgenti di accesso. Nel complesso sono state ricavate delle infrastrutture turistiche uniche come Los Jameos del Agua e Cueva de los Verdes, progettate da Manrique e Jesús del Carmen Soto. Gli ultimi 1,6 km del tunnel sono sotto il livello del mare, detti Túnel de la Atlántida sono il più lungo tunnel di lava sommerso del mondo[3] nel quale si trova un habitat anchialino con numerose specie endemiche.
- L'immenso campo di lava derivante dall'eruzione di Timanfaya del 1730-36, la lava originatasi da questa eruzione ha ricoperto una superficie di circa 176 km2, raggiungendo in alcuni punti uno spessore di 100 m con un impatto devastante sulla vita dell'area rurale in cui ha avuto luogo.
- L'eruzione del XVIII secolo ha dato luogo ad una catena di quattro edifici vulcanici monogenetici allineati chiamati Calderas Quemadas e costituiti da uno o più crateri e fessure effusive da cui sono fuoriuscite le colate pahoehoe. L'edificio più ad est è chiamato Caldera Quemada de Arriba ed è quello che ha emesso grandi bombe vulcaniche. In quest'area sono presenti anomalie geotermiche.
- Un'altra area di anomalia geotermica è l'Islote de Hilario rimasto intatto dal fiume di lava ma ricoperto di lapillo, qui a poca profondità il terreno raggiunge temperature molto elevate.[4]
- L'isola di Montaña Clara è costituita dai resti di un grande edificio vulcanico alto oltre 250 m con un ampio cratere aperto verso nord.[5]